# Afuʻalo Matoto
Afuʻalo Matoto, dit Lord Matoto de Tuʻanekivale, est une personnalité politique tongienne.
Ayant obtenu un diplôme de licence à l'Université d'Auckland, il devint enseignant assistant au Tonga High School en 1968. Il obtint par la suite une maîtrise à l'Université de Durham en 1971, et fut nommé Secrétaire-adjoint au ministère tongien des Finances cette même année. Il fut Secrétaire aux Finances de 1977 à 1983, puis directeur du développement à la Bank of Tonga. En 1999 à 2006, il fut chef de la direction de la Tonga Development Bank.
En octobre 2006, le Roi Taufaʻahau Tupou IV le nomma ministre des Entreprises publiques. En juillet 2007, il devint également ministre de l'Information, à la tête de ce ministère nouvellement établi.
Matoto fut aussi trésorier de la Fédération tongienne de rugby à XV de 1975 à 1982, et président de l'Association des arbitres de cette fédération du début des années '80 au début des années '90. Il est actuellement président de Rotary Club de Nukuʻalofa, dont il est membre depuis 1974. En outre, il est ministre ordonné à l'Église libre des Tonga (Free Church of Tonga).
En décembre 2010, il fut parmi les premières personnes à être nommées pair à vie au sein de la noblesse tongienne, strictement héréditaire jusqu'en 2008. Le Roi George Tupou V le nomma Lord Matoto de Tuʻanekivale.